# رون هازلتون
رون هازلتون (بالإنجليزية: Ron Hazelton)‏ هو مقدم تلفزيوني أمريكي، ولد في 29 مايو 1942.

## وصلات خارجية
- رون هازلتون على موقع IMDb (الإنجليزية)